# Asociația Transilvană pentru Literatura Română și Cultura Poporului Român
Pour les articles homonymes, voir Astra.
L'Asociația Transilvană pentru Literatura Română și Cultura Poporului Român (abrégé ASTRA, en français Association Transylvaine pour la Littérature Roumaine et la Culture du Peuple Roumain) est une association culturelle fondée à Sibiu entre le 23 octobre et 4 novembre 1861.
Son premier président est le métropolite de Sibiu de cette époque, Andrei Șaguna, le vice-président, le prêtre grecque-catholique Timotei Cipariu et le premier secrétaire, George Bariț.
Peu après sa fondation, l'association crée un internat, un musée et une grande bibliothèque. Les bibliothèques de l'ASTRA se développent par la suite dans diverses villes de Transylvanie. Le 7 février 1895, l'ASTRA décide d'éditer et de publier l'enciclopedia română (Encyclopédie roumaine) sous la direction de Corneliu Diaconovici.
Aujourd'hui, la bibliothèque centrale de l'ASTRA continent plus d'un demi-million de travaux, la plupart provenaient de donations privées, d'éditeurs locaux ou d'échanges avec d'autres bibliothèques.

## Présidents
| Portrait                                                               | Identité                               | Période | Période | Durée  |
| Portrait                                                               | Identité                               | Début   | Fin     | Durée  |
| ---------------------------------------------------------------------- | -------------------------------------- | ------- | ------- | ------ |
| André Șaguna                                                           | André Șaguna (1808 - 1873)             | 1861    | 1867    | 6 ans  |
| Vasile Ladislau Pop                                                    | Vasile Ladislau Pop (d) (1819 - 1875)  | 1867    | 1875    | 8 ans  |
| Pas de portrait sous licence libre disponible pour Iacob Bologa.       | Iacob Bologa (d) (1817 - 1888)         | 1875    | 1877    | 2 ans  |
| Timotei Cipariu                                                        | Timotei Cipariu (1805 - 1887)          | 1877    | 1887    | 10 ans |
| George Bariț                                                           | George Bariț (1812 - 1893)             | 1888    | 1893    | 5 ans  |
| Pas de portrait sous licence libre disponible pour Ioan Micu Moldovan. | Ioan Micu Moldovan (d) (1833 - 1915)   | 1893    | 1901    | 8 ans  |
| Alexandru Mocsonyi                                                     | Alexandru Mocsonyi (d) (1841 - 1909)   | 1901    | 1904    | 3 ans  |
| Iosif Sterca-Șuluțiu                                                   | Iosif Sterca-Șuluțiu (d) (1827 - 1911) | 1904    | 1911    | 7 ans  |
| Andrei Bârseanu                                                        | Andrei Bârseanu (d) (1858 - 1922)      | 1911    | 1922    | 11 ans |
| Vasile Goldiș                                                          | Vasile Goldiș (en) (1862 - 1934)       | 1923    | 1932    | 9 ans  |
| Iuliu Moldovan                                                         | Iuliu Moldovan (d) (1882 - 1966)       | 1932    | 1947    | 15 ans |
| Pas de portrait sous licence libre disponible pour Nicolae Popoviciu.  | Nicolae Popoviciu (d) (1903 - 1960)    | 1947    | 1948    | 1 an   |
| Pas de portrait sous licence libre disponible pour Dumitru Abrudan.    | Dumitru Abrudan (d) (1938 - 2024)      | 1990    | 1992    | 2 ans  |

## Galerie
|                            |
| Palais de l'ASTRA à Sibiu. |

| |
| Les membres de l'ASTRA à Șimleu Silvaniei lors de la réunion annuelle de l'association, août 1908. |

| |
| Le roi de Roumanie Carol II et le prince Michel Ier lors du congrès de l'ASTRA, le 20 septembre 1935. |

|                                  |
| Les présidents de l'ASTRA, 1911. |

|                                                |
| Statue de Gheorghe Barițiu, parc ASTRA, Sibiu. |